# Isothecium trichocladon
Isothecium trichocladon är en bladmossart som beskrevs av Fleischer 1908. Isothecium trichocladon ingår i släktet svansmossor, och familjen Brachytheciaceae. Inga underarter finns listade i Catalogue of Life.